# Sant Mateu de Bages
Sant Mateu de Bages település Spanyolországban, Barcelona tartományban. Lakosainak száma 637 fő (2024).

## Földrajza
Sant Mateu de Bages Cardona, Navàs, Súria, Callús, Sant Joan de Vilatorrada, Fonollosa, Aguilar de Segarra, Sant Pere Sallavinera, La Molsosa és Pinós községekkel határos.

## Népesség
A település lakosságának változását az alábbi diagram mutatja:
| Lakosok száma | 250  | 564  | 1034 | 860  | 581  | 664  | 658  | 644  | 603  | 637  |
|               | 1717 | 1887 | 1936 | 1960 | 1986 | 2004 | 2009 | 2014 | 2019 | 2024 |